# CA Brown (Adrogué)
Club Atlético Brown (znany również jako Brown de Adrogué lub po prostu Brown) – argentyński klub piłkarski z siedzibą w dzielnicy Adrogué w mieście Almirante Brown, będącym częścią zespołu miejskiego Buenos Aires.

## Osiągnięcia
- Mistrz piątej ligi argentyńskiej (Primera D): 1980
- Mistrz czwartej ligi argentyńskiej (Primera C): 1997

## Historia
Club Atlético Brown założony został 3 marca 1945 roku. Dnia 11 kwietnia 1945 klub wstąpił do argentyńskiego związku piłkarskiego Asociación del Fútbol Argentino. Obecnie klub występuje w drugiej lidze argentyńskiej (Primera B Nacional).